# Pterotes florella
Pterotes florella är en fjärilsart som beskrevs av Druce 1909. Pterotes florella ingår i släktet Pterotes och familjen tandspinnare. Inga underarter finns listade.